# British Chiropractic Association
La British Chiropractic Association (Asociación Quiropráctica Británica) es una asociación fundada en 1925 que reúne a más de la mitad de los quiroprácticos del Reino Unido; siendo de esta forma la asociación de quiroprácticos más grande establecida en dicho país. Ha puesto en marcha campañas de sensibilización sobre las lesiones que pueden producir muchas de las tecnologías y costumbres modernas como el surf, mensaje de texto, iPod y Wii.
Tuvo gran repercusión mediática a partir de la infructuosa demanda contra Simon Singh, a razón de su crítica en The Guardian. Este hecho produjo el efecto contrario, resultando en un furioso contraataque por parte de público general (efecto Streisand) que incluyó la presentación de quejas formales por publicidad engañosa contra más de 500 quiroprácticos en un período de 24 horas; una organización nacional de quiropraxia ordenando a sus miembros a cerrar sus sitios web; y Nature Medicine indicando que el caso había producido un gran apoyo a Singh, así como peticiones de reforma de la ley británica de difamación.

## Demanda por difamación contra Simon Singh
El Dr. Simon Singh (especialista en divulgación científica y matemática) escribió una columna de opinión para el diario y sitio web The Guardian criticando a la asociación por promocionar 'tratamientos engañosos'. La BCA le pidió que se retracta de sus acusaciones por ser "materialmente erróneas, difamatorias y perjudiciales para la reputación de la BCA".
En julio de 2008, la asociación inició una demanda por difamación contra Singh. En mayo de 2009 la BCA gana el fallo preliminar de la corte. En junio de 2009, Dr. Singh anunció que intentaría apelar el fallo, y el 14 de octubre se le garantizó la apelación. En abril de 2010, Singh ganó la apelación por el derecho a confiar en la defensa de la sana crítica.
Un furioso contraataque del público general (efecto Streisand) a la actualmente cesada demanda resultó en la presentación de quejas formales por publicidad engañosa contra más de 500 quiroprácticos en un período de 24 horas; una organización nacional de quiropraxia ordenando a sus miembros a cerrar sus sitios web; y Nature Medicine indicando que el caso había producido un gran apoyo a Singh, así como peticiones de reforma de la ley británica de difamación.
El 15 de abril de 2010, BCA retiró oficialmente su demanda, dando por finalizado el caso. The BCA issued a statement the same day outlining their reasons for withdrawing El mismo día emitió una declaración con los motivos de la retirada.